# Михеев, Сергей Александрович
Сергей Алекса́ндрович Михе́ев (род. 28 мая 1967, Москва, РСФСР, СССР) — российский политолог, радио- и телеведущий, пропагандист. Член Центрального совета партии «Справедливая Россия — Патриоты — За правду» с 2021 года.

## Биография
После школы некоторое время работал на заводе «Изолятор».
В 1986—1988 годах — срочная служба в рядах ВС СССР.
С 1987 по 1994 год работал в Военно-воздушной инженерной академии имени профессора Н. Е. Жуковского.
В 1994 году поступил в МГУ имени М. В. Ломоносова.
В 1997—2000 годах — сотрудник Лаборатории региональной политики МГУ.
В 1998—2001 годах — эксперт Центра политической конъюнктуры России.
С 1999 года работал в Центре политических технологий, но в итоге сотрудничество было прекращено. По словам президента этой организации Игоря Бунина, причиной стали «идеологические расхождения».
В 1999 году окончил философский факультет (отделение политологии) МГУ имени М. В. Ломоносова. Параллельно с учёбой в МГУ сотрудничал с рядом политических организаций, в том числе с Конгрессом русских общин.
С мая 2001 года — ведущий эксперт Центра политических технологий, политический обозреватель сайта «Политком.ру».
С апреля 2004 года — руководитель Департамента стран СНГ Центра политических технологий, с апреля 2005 года — заместитель генерального директора.
С 2010 года — генеральный директор Института Каспийского сотрудничества. Сайт организации представляет собой медиаагрегатор (собирает информацию разных сайтов, посвящённых региону).
Эксперт ИТАР-ТАСС.

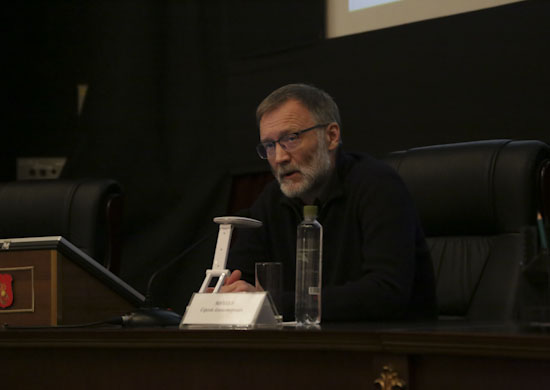
Лекция для личного состава Главного командования Сухопутных войск, 2019 год

В 2011—2013 годах директор Центра политической конъюнктуры.
Осенью 2014 года объявлен персоной нон грата (нежелательным лицом) в Евросоюзе по инициативе Литвы, как он сам утверждает, из-за позиции по украинскому кризису.
Выступает в качестве эксперта в общественно-политических ток-шоу «Вечер с Владимиром Соловьёвым» и «Воскресный вечер с Владимиром Соловьёвым». В интервью Борису Корчевникову в программе «Судьба человека» Владимир Соловьёв причислил к своим достижениям раскрутку и «запуск на орбиту» Сергея Михеева и прочих подобных политологов.
С 12 августа 2016 года — ведущий передачи «Железная логика» на радио Вести ФМ. Политический обозреватель телеканала Царьград ТВ, с 3 ноября 2017 года — ведущий программы «Михеев. Итоги».
С 21 января по 2 августа 2019 года — ведущий авторской программы «Кто против?» на телеканале «Россия-1» (в паре с Владимиром Соловьёвым).
С февраля 2020 года — член политсовета партии «За правду» и член Экспертного совета партии.
24 июня 2020 года выдвинут партией «За правду» на выборах в Рязанскую областную думу VII созыва. Шёл вторым номером в партийном списке. Во время встречи с избирателями в Рязани открыто заявил, что в случае победы на выборах не собирается работать в облдуме, и что его вклад заключается в информационной поддержке партии.
После реорганизации партии, с 2021 года — член Центрального совета партии «Справедливая Россия — Патриоты — За правду». В том же году сообщил о намерении участвовать в предстоящих выборах в Государственную думу.
Глава экспертно-консультационного Совета при Главе Республики Крым.
Возглавляет наблюдательный совет интернет-издания «Октагон. Медиа».
В 2024 году стал доверенным лицом кандидата в президенты России Владимира Путина.

## Критика
До начала российского вторжения ряд украинских СМИ и европейских политологов — научных источников называли Михеева пропагандистом, порой цитируя его: «Ну если мы такие страшные, если мы вот-вот нападём. А по версии Bloomberg, уже напали. То, может, оправдаем их дебильные прогнозы? Как сказал Сергей Михеев, ворвёмся с севера и запада, разнесём Киев ядерными ракетами, а на месте выжженной пустыни поставим 300-метровую статую Путина. А из глаз его будут светить лазеры в сторону прекрасных демократий, заражая вирусом диктатуры, от которого не спасут локдауны и вакцинации».
Михеев распространял дезинформацию, к примеру, заявляя, что «в Брюсселе продают детей гомосексуалистам». Он распространил шесть приписываемых политикам сфабрикованных цитат для оправдания вторжения России в Украину.
Журналист The Insider С. Канев характеризует Михеева как пропагандиста, участвующего в шоу В. Соловьёва, и отмечает, что его куратор — полковник ФСБ Валерий Максимов. Кураторство отмечает и А. Яцык, добавляя что контролировал и офицер ГУ ГШ ВС РФ В. Чернышов (оба подчинены В. Чернову из СВР).

## Санкции
В октябре 2022 года, на фоне вторжения России на Украину, внесён в санкционные списки Канады за «причастность в распространении российской дезинформации и пропаганды»
19 октября 2022 года внесён в санкционный список Украины так как «поддержал агрессивную войну России против Украины».
16 декабря 2022 года внесён в санкционный список Евросоюза за активную поддержку, реализацию действий и политики, которые подрывают или угрожают территориальной целостности, суверенитету, стабильности и безопасности на Украине Евросоюз отмечает, что Михеев в публичных заявлениях поддерживал агрессивную войну против Украины, высказывался за насильственную смену власти на Украине и ракетных ударах по гражданской инфраструктуре Украины. Также Михеев продвигал идеологию «Русского мира» и отрицал легитимность Украины как суверенного государства. 21 декабря 2022 года внесён в санкционный список Швейцарии по аналогичным основаниям.